# 21722 Рамбгія
21722 Рамбгія (21722 Rambhia) — астероїд головного поясу, відкритий 9 вересня 1999 року.
Тіссеранів параметр щодо Юпітера — 3,547.